# Ли, Олег Олегович
Олег Олегович Ли (род. 28 февраля 1991, Волгоград) — российский хоккеист. Воспитанник хоккейной школы московского «Динамо». Игрок  хоккейного клуба «Амур», выступающего в КХЛ.
На Драфте юниоров КХЛ 2009 в 3 раунде под 67 номером, был выбран «Атлантом», в составе которого дебютировал в КХЛ, в сезоне 2010/11.
Чемпион Универсиады 2015. Отыграл 6 игр на турнире, забил Швеции и отдал два результативных паса партнёрам в матче с Южной Кореей, заработал показатель полезности «+5».